# مركز جراحة اليد والجراحات الميكروسكوبية (جامعة الزقازيق)
مركز جراحة اليد والجراحات الميكروسكوبية بجامعة الزقازيق (بالإنجليزية: Zagazig University Hand and Microsurgery Center، ويختصر الاسم بالإنجليزية إلى ZUHMC) هو وحدة طبية ذات طابع خاص تابعة لجامعة الزقازيق بمصر تختص بالجراحات الميكروسكوبية وجراحة اليد أسسها البروفيسور صبحي هويدي (توفي سنة 2014)، أستاذ جراحة التجميل والجراحات الميكروسكوبية، ويرأسها حاليًا البروفيسور رأفت عبد اللطيف.

## تاريخ المركز
في عام 1981 نظمت جامعة الزقازيق أول دورة للتدريب على المبادئ الأساسية للجراحة الميكروسكوبية في مصر، وجهت الدعوة للإشراف عليها إلى البروفيسور الأمريكي «صن لى»، وقامت الجامعة ـ من أجل إقامة الدورة ـ بشراء عشرة ميكروسكوبات جراحية وعدد من النظارات المكبرة وأطقم الآلات الخاصة بالجراحة الميكروسكوبية. وقد مثلت تلك المنحة النواة الأولى لمعمل صغير للجراحة الميكروسكوبية بالجامعة.
وفي سنة 1982 أوفدت الجامعة اثنين من أبنائها إلى الولايات المتحدة الأمريكية (جامعة كاليفورنيا في سان دييغو) هما الدكتور صبحي أحمد هويدى (من قسم جراحة التجميل) والدكتور مصطفى محيي الدين (من قسم جراحة المخ والأعصاب)، ليصيرا أول جراحين في مصر يتخصصان في هذا المجال.

### محطات في تاريخ المركز

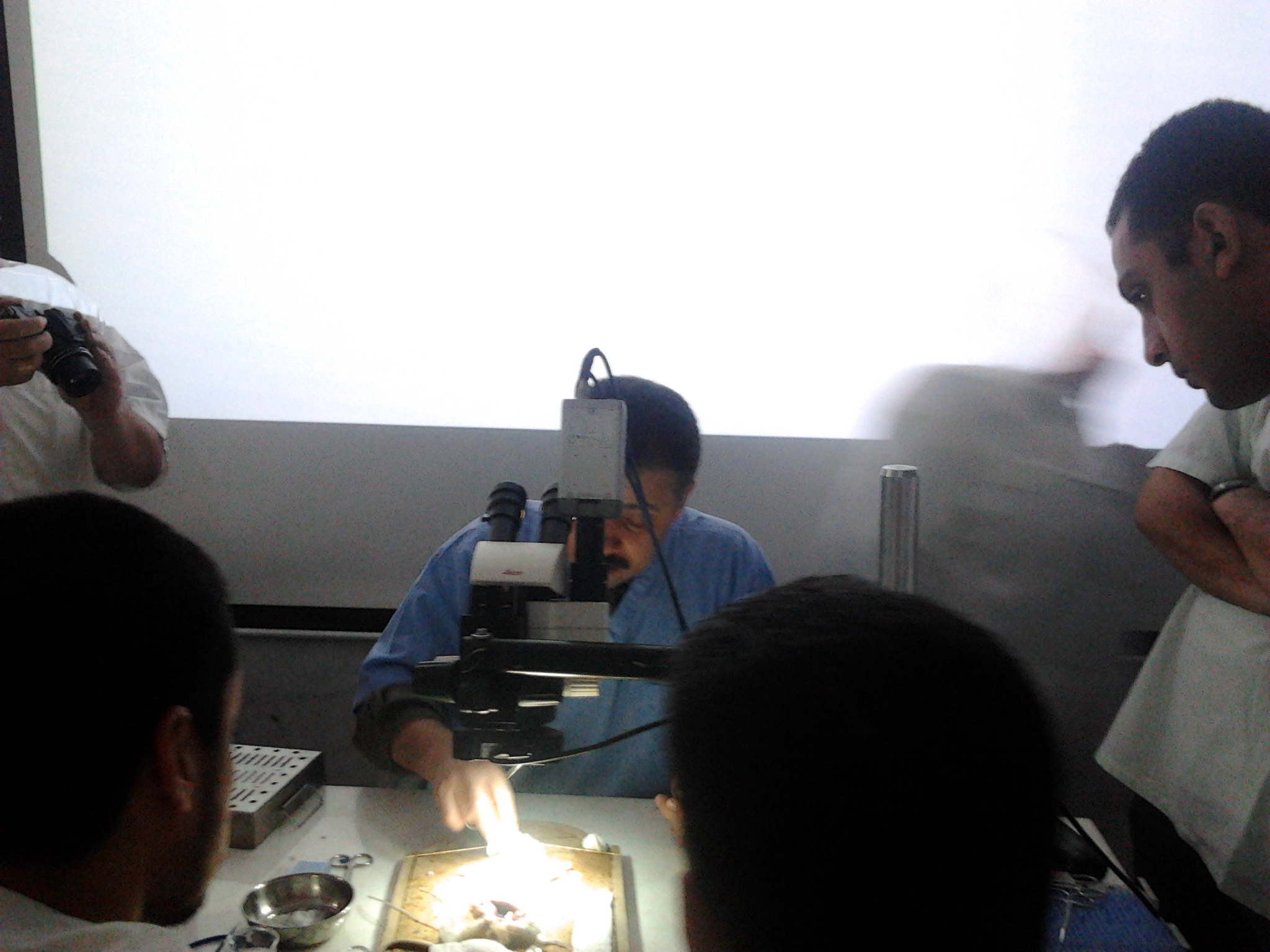
إحدى دورات الجراحة الميكروسكوبية الأساسية التي عُقدت بمركز جراحة اليد والجراحات الميكروسكوبية بجامعة الزقازيق

- 1982: تأسيس أول معمل للجراحات الميكروسكوبية، وكان يتكون من غرفة وحيدة تحتوي على مجهرين جراحيين.[2]
- 1994: تنظيم أول ورشة عمل للجراحات الميكروسكوبية بالمركز.[2]
- 2001: تطوير معمل الجراحات الميكروسكوبية وزيادة عدد وحدات التدريب إلى عشر وحدات.[2]
- 2009: زيادة عدد وحدات التدريب إلى 20 وحدة وإدخال ميكروسكوبات جراحية أكثر تطورًا.

## مقر المركز

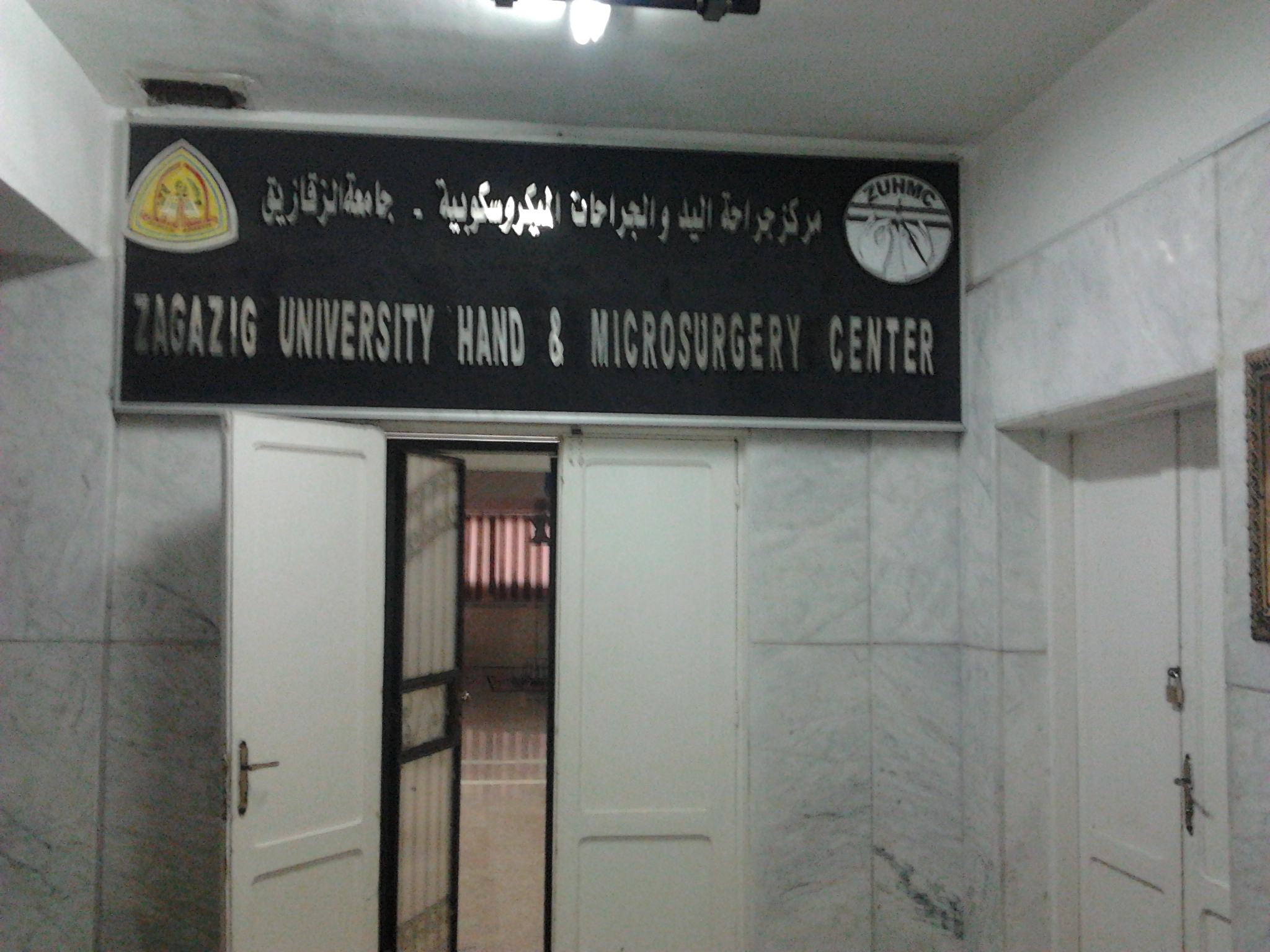
مدخل المركز

تطور مقر المركز منذ إنشائه من غرفة وحيدة إلى مركز مساحته 1500 متر مربع يقوم سنويًا بعلاج آلاف من المرضى، ويشغل المقر العلمي والإكلينيكي للمركز الآن جانبًا من الطابق السادس بمبنى العيادات الخارجية بقطاع الحوادث بالمستشفيات الجامعية، بعد نقله من مقره السابق الذي كان يقع في مبنى جراحة القلب والصدر بمستشفيات قطاع السلام (صيدناوي).
ويضم المقر الحالي للمركز:
- وحدة إكلينيكية متكاملة لجراحة اليد والجراحات الميكروسكوبية، تشمل غرف عمليات وغرف مرضى مجهزة وقاعدة بيانات، إلى جانب حجرات طوارئ وعيادات خارجية.
- وحدة متخصصة للأبحاث والتدريب على الجراحة الميكروسكوبية، تشمل معملًا للتدريب به عشرون ميكروسكوبًا جراحيًا، إلى جانب حجرات للتدريب بالنظارات المكبرة.
- حجرات لعقد الندوات والمناقشات العلمية ومكتبة متخصصة وقاعات للتدريس والتدريب.[1]

## الدورات التدريبية

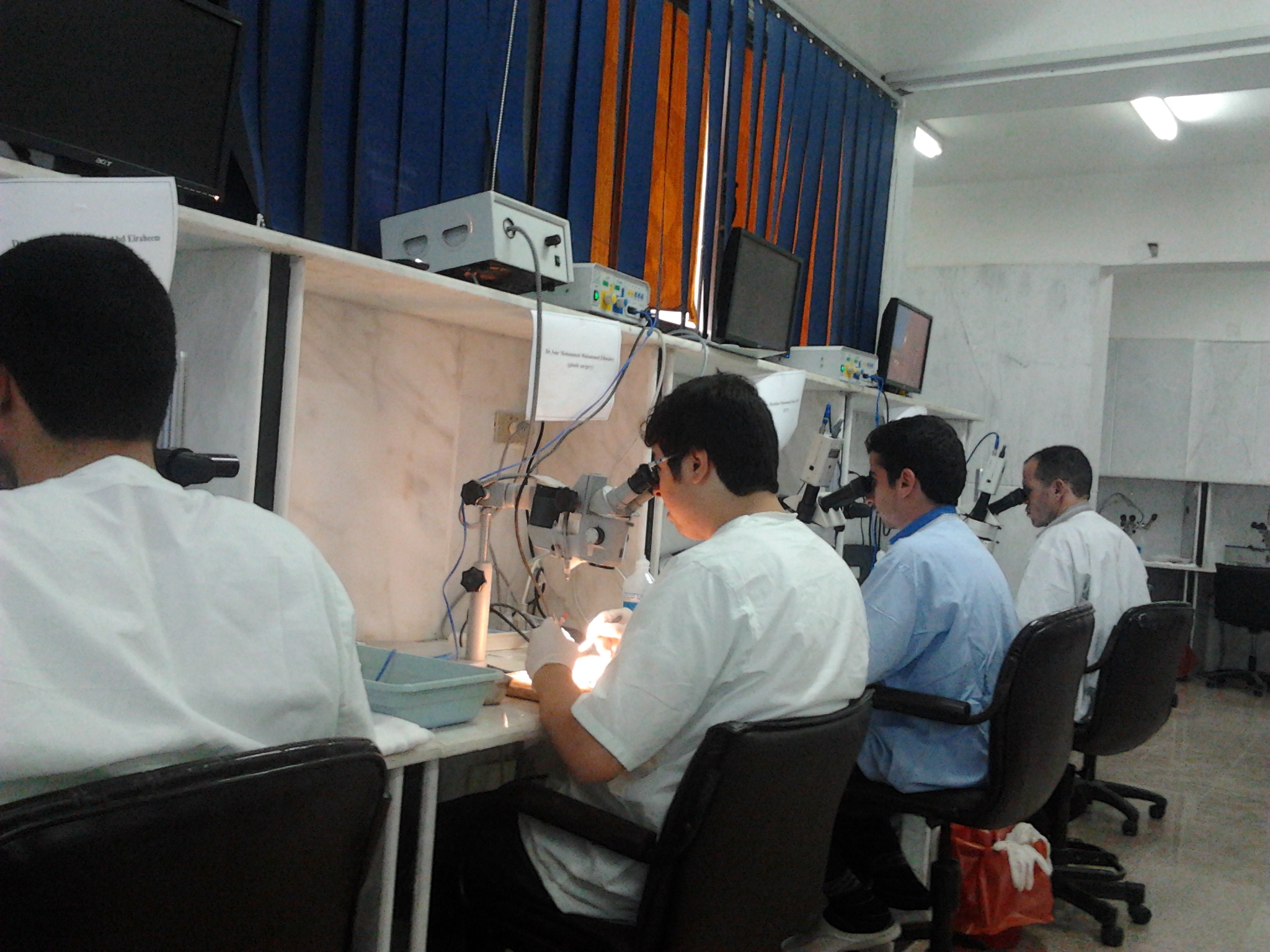
إحدى دورات الجراحة الميكروسكوبية الأساسية التي عُقدت بالمركز

ينظم المركز سنويًا منذ سنة 1994 دورات تدريبية مكثفة وورش عمل عن الجراحات الميكروسكوبية الأساسية والمتقدمة والرقع الجلدية (السدائل) وجراحة اليد، يلتحق بها العديد من الجراحين من داخل وخارج مصر.
تشمل هذه الدورات كلًا من:
- دورة الجراحة الميكروسكوبية الأولية Basic Microsurgery Course
- دورة الجراحة الميكروسكوبية المتقدمة Advanced Microsurgery Course
- دورة جراحة اليد الأولية Basic Hand Surgery Course
- دورة جراحة اليد المتقدمة Advanced Hand Surgery Course
- دورة جراحة السدائل و استخداماتها Flap Dissection Course
- دورة علاج الجروح والحروق Wound Management Course

كما قامت فرق من جراحي المركز بتنظيم المؤتمرات والدورات التدريبية وإجراء العمليات الجراحية في عدة مدن مصرية.

## التعاون الخارجي

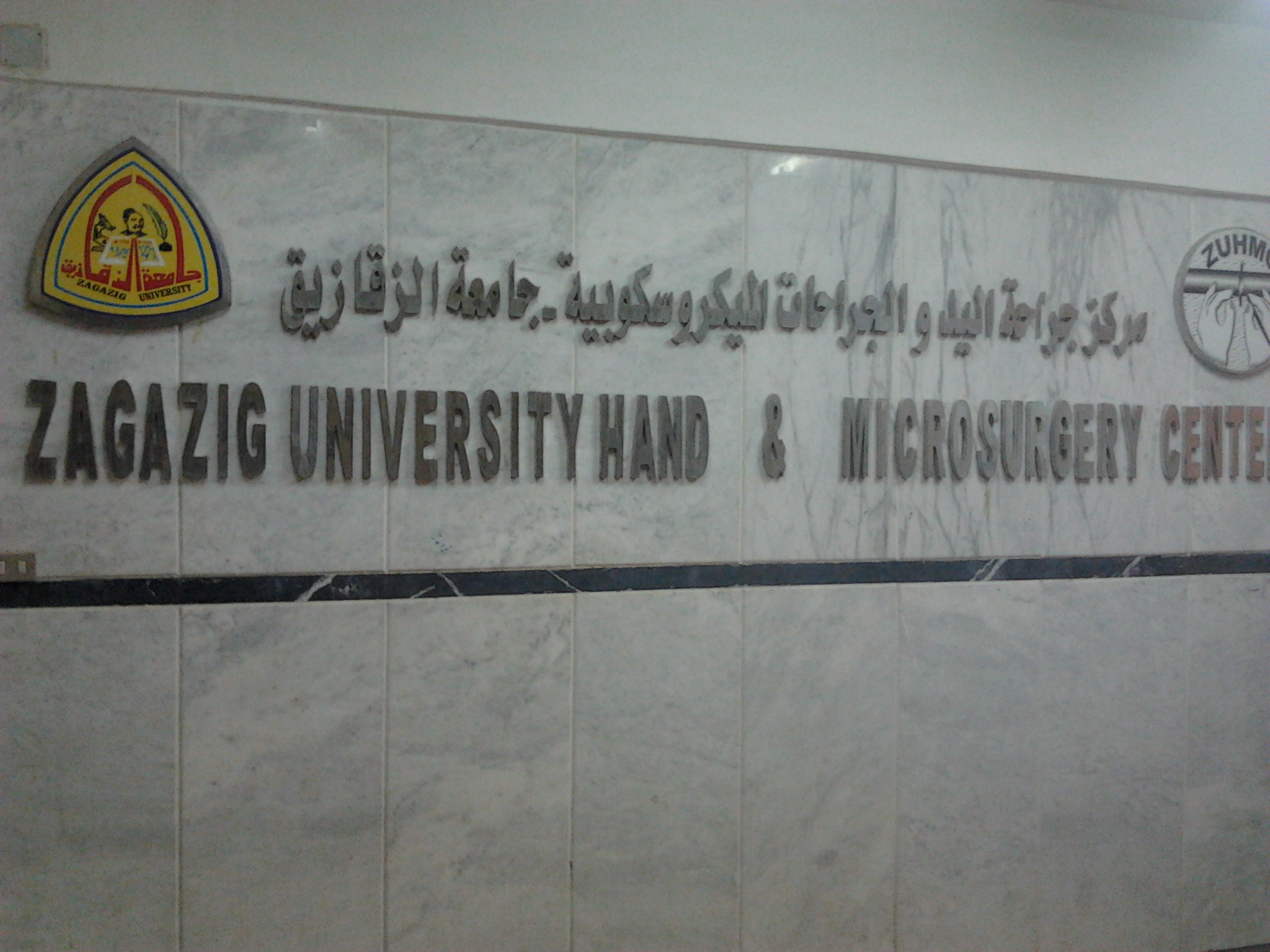

تدرب بالمركز جراحون من كل من سوريا والأردن وليبيا وقطر والكويت والإمارات العربية المتحدة والمملكة العربية السعودية والسودان) وقد عاد كثير من هؤلاء الجراحين إلى مؤسساتهم لإنشاء برامج الجراحات الميكروسكوبية.
وفي مطلع عام 2011 نظم المركز قافلة طبية إلى دولتي الكونغو الديمقراطية وبوروندي، قام أثناءها جراحو المركز بإجراء عمليات إصلاح ما بعد الحروق والعيوب الخلقية باليد وإصلاح تشوهات الطرف العلوي الوظيفية الناتجة عن شلل الضفيرة العضدية.
وعلى الجانب الآخر ـ وبعد اختيار المركز من قِبل جمعية سلاسل الأمل الفرنسية ومنظمة اليونيسيف مقراً لأنشطتها في علاج شلل الضفيرة العضدية والعيوب الخلقية باليد في مصر والشرق الأوسط وشمال أفريقيا ـ بدأ العمل سنة 2001 في مشروع علاج شلل الضفيرة العضدية والعيوب الخلقية في اليد لدى الأطفال، حيث أرسلت هاتان المنظمتان إلى المركز بصفة دورية عددًا من الجراحين المرموقين في هذا المجال، منن بينهم البروفيسور الفرنسي ألان جيلبير والبروفيسور الإيطالي بييرو ريموندى.
ومنذ ذلك التاريخ، وعلى مدى أكثر من عشرين زيارة تمت مناظرة أكثر من ألفي مريض بشلل الضفيرة العضدية الولادي، وإجراء 220 جراحة أولية لإصلاح الضفيرة العضدية وأكثر من 700 جراحة ثانوية لتأهيل الأطفال المصابين، إضافةً إلى مشاركة الخبراء في تدريب شباب الأطباء المصريين على هذا النوع من الجراحات المتقدمة.
ونظرًا لوقوع المركز في محافظة يعد سكانها أكثر سكان مصر تأثرًا بداء الفيل وتوابعه، بدأ في يونيو 2006 مشروع علاج التورم الليمفاوي بالأطراف، ووُجهت الدعوة إلى الأستاذة الفرنسية آورين بيكر، وهي واحدة من كبار المتخصصين في هذا المجال، لمناظرة الحالات وتبادل الخبرات.

## وصلات خارجية
- الموقع الرسمي للمركز